# Suicide (court métrage)
Pour les articles homonymes, voir Suicide (homonymie).
Pour plus de détails, voir Fiche technique et Distribution.
Suicide est un court métrage lituanien dramatique écrit et réalisé par Mindaugas Sruogius et sorti en 2008.

## Synopsis
À l'aube de sa cinquantaine, un homme connait à une violente crise existentielle. Ses projets de suicide sont soudainement écartés par une série d'événements lunaires.

## Fiche technique
- Titre international : Suicide
- Titre original : Savižudis
- Réalisation : Mindaugas Sruogius
- Scénario : Mindaugas Sruogius
- Photographie : Simonas Glinskis
- Montage : Mindaugas Sruogius
- Production : Marija Razgutė, Sabina Katkevičiūtė
- Société de production : M-FILMS
  - Coproduction : LMTA
- Pays de production : Lituanie
- Langue originale : lituanien
- Format : noir et blanc
- Genre : drame
- Durée : 22 minutes
- Dates de sortie : 2008 Lituanie

## Distribution
- Saulius Bareikis
- Aldona Vilutytė
- Marius Repšys
- Vainius Sodeika

## Production
Suicide est le premier film de Mindaugas Sruogius et la première production de la productrice Marija Razgute et de la société de production  M-Films, pendant leurs études respectives à l'Académie des arts de Vilnius.
Le film est basé sur le roman du même nom de Charles Bukowski.
Suicide est sélectionné en 2009 au Prix de l'Académie du Cinéma Lituanien "Silver Crane" et remporte le prix du meilleur film étudiant.